# L'amante mascherata
L'amante mascherata è un film del 1940, diretto da Otakar Vávra e tratto da una novella di Honoré de Balzac.

## Trama
Rimasta vedova ancora giovane Lenka ha ancora il desiderio di diventare madre ma non vuole un uomo accanto a sé. Durante un ballo in maschera si fa corteggiare da un brillante ufficiale e passa la notte con lui. Anni dopo la donna, divenuta madre, deve ospitare lo stesso ufficiale gravemente ferito. Nel delirio l'uomo parla della misteriosa donna che ha amato per una sola notte e mai dimenticato e, una volta ripresosi dalla malattia, Lenka gli rivela di essere lei la donna mascherata e possono così sposarsi.